# Thermocyclops parvus
Thermocyclops parvus è una specie di crostacei, appartenente alla famiglia delle Cyclopidae. Questa specie è endemica degli Stati Uniti e il suo ambiente naturale sono le paludi.